# Gameleira de Goiás
Gameleira de Goiás é um município brasileiro do estado de Goiás. Sua população estimada em 2016 é de 3.721 habitantes.